# Cas 4F
L'anomenat cas 4F és un al·legat cas de corrupció policial, acusat de muntatge, tortura i falsificació de proves i amb cobertura política, judicial i mèdica, arran dels fets succeïts el 4 de febrer de 2006, quan la Guàrdia Urbana de Barcelona va detenir diverses persones, que van ser condemnades i van ingressar a la presó per la seva relació amb l'agressió del patruller de la guàrdia urbana Juan José Salas Rodríguez, que el va deixar tetraplègic i amb dany cerebral adquirit, durant una festa al Palau Alòs (Barcelona), fins llavors ocupat. Una d'elles, l'estudiant de filologia Patricia Heras, es va suïcidar durant un permís penitenciari el 26 d'abril del 2011. El cas s'ha fet àmpliament conegut arran de la pel·lícula documental Ciutat Morta que narra la història d'al·legades irregularitats al voltant del cas 4F.

## Fets
La nit del 3 al 4 de febrer de 2006, la Guàrdia Urbana feia serveis de vigilància a l'immoble situat al número 55 del carrer de Sant Pere més Baix, conegut com a Palau Alòs i propietat de l'Ajuntament de Barcelona, conscients que s'hi faria una festa. Aquest immoble estava ocupat des del 2000 pel col·lectiu Anarkopenya, i s'hi organitzaven festes freqüentment, motiu de queixa per part dels veïns. Segons el mitjà Masala, hi havia indicis que l'ocupació havia comptat «amb la permissivitat de l'ajuntament»: «la policia sabia que al teatre es venia haixix i altres substàncies, i que algunes habitacions eren llogades a 25 euros la nit a turistes "alternatius"». En la mateixa línia, l'Associació de Veïns del Casc Antic va desvincular l'activitat de «l'autodenominada Anarkopenya» respecte «del moviment okupa i el moviment anarquista» i va expressar la seva sorpresa pel fet que no hi hagués cap responsable de la festa entre els detinguts.
A les 3:30 de la nit ja hi havia més de mil persones, moment en què des de l'interior es va prohibir entrar a més gent. La festa va continuar fins a les 6.20 h sense incidents, fins que la policia va intentar acabar amb la festa. Va ser aleshores quan un agent patruller, li va caure, segons al·leguen els condemnats, un test al cap i va patir ferides gravíssimes que el van deixar en estat vegetatiu. Segons la primera versió oficial, explicada per l'aleshores alcalde Joan Clos, l'agressió es va fer amb un test llançat des del terrat o un balcó de la casa. Aquesta versió també va ser la que va mantenir la defensa dels acusats. Tot i això, després es va canviar la versió oficial i es va afirmar que les ferides havien estat causades per una pedra. Els policies municipals implicats van assegurar que l'agressió la van protagonitzar els joves que eren a peu de carrer i, arran d'aquesta segona versió, nou persones van ser condemnades, quatre de les quals van ingressar a presó. Aquests 4 detinguts van ser agredits per la policia diverses vegades.
Una d'elles era Patricia Heras –acusada de llançar una tanca contra la policia, cosa que ella negava tot afirmant que ni tan sols era al lloc dels fets– es va suïcidar en un permís penitenciari el 26 d'abril de 2011. Rodrigo Lanza, un dels detinguts, va sortir a finals de desembre de 2012 de la presó de Quatre Camins després de complir cinc anys de condemna acusat de tirar la pedra que hauria impactat al cap del guàrdia urbà. Tanmateix, tres metges forenses de part havien declarat al judici que era impossible que l'impacte que va provocar el traumatisme al cap del policia, que va quedar tetraplègic, vingués d'una pedra llançada en horitzontal a la distància en la que es trobava l'acusat, tant perquè el ferit no tenia senyals al front com per la forma de la caiguda, que no va poder produir-se després d'un desmai; però la jutgessa no va admetre les seves tesis per mancar de base per a les seves afirmacions i només va admetre l'informe del forense judicial.
Segons el mitjà Masala, el mateix dissabte 6 de febrer, a les 8 de la tarda, «nombroses furgonetes de les UPAS van desallotjar l'edifici sense imputar a cap dels ocupants i acomiadant cordialment les persones que portaven l'equip de música que es va utilitzar durant la festa».

## Judici
La instrucció la va fer el Jutjat d'instrucció 18 de Barcelona i l'enjudiciament la secció 8 de l'Audiència Provincial de Barcelona.
Els advocats defensors van al·legar parcialitat del tribunal, basant-se en el fet que el mateix tribunal va ratificar la presó provisional incondicional als imputats i va desestimar totes les peticions d'investigació fetes per la defensa durant la instrucció. La Comissió de Defensa dels Drets de la Persona i del Lliure Exercici de l'Advocacia també va expressar la seva preocupació per la manca d'imparcialitat en examinar les actuacions del tribunal.

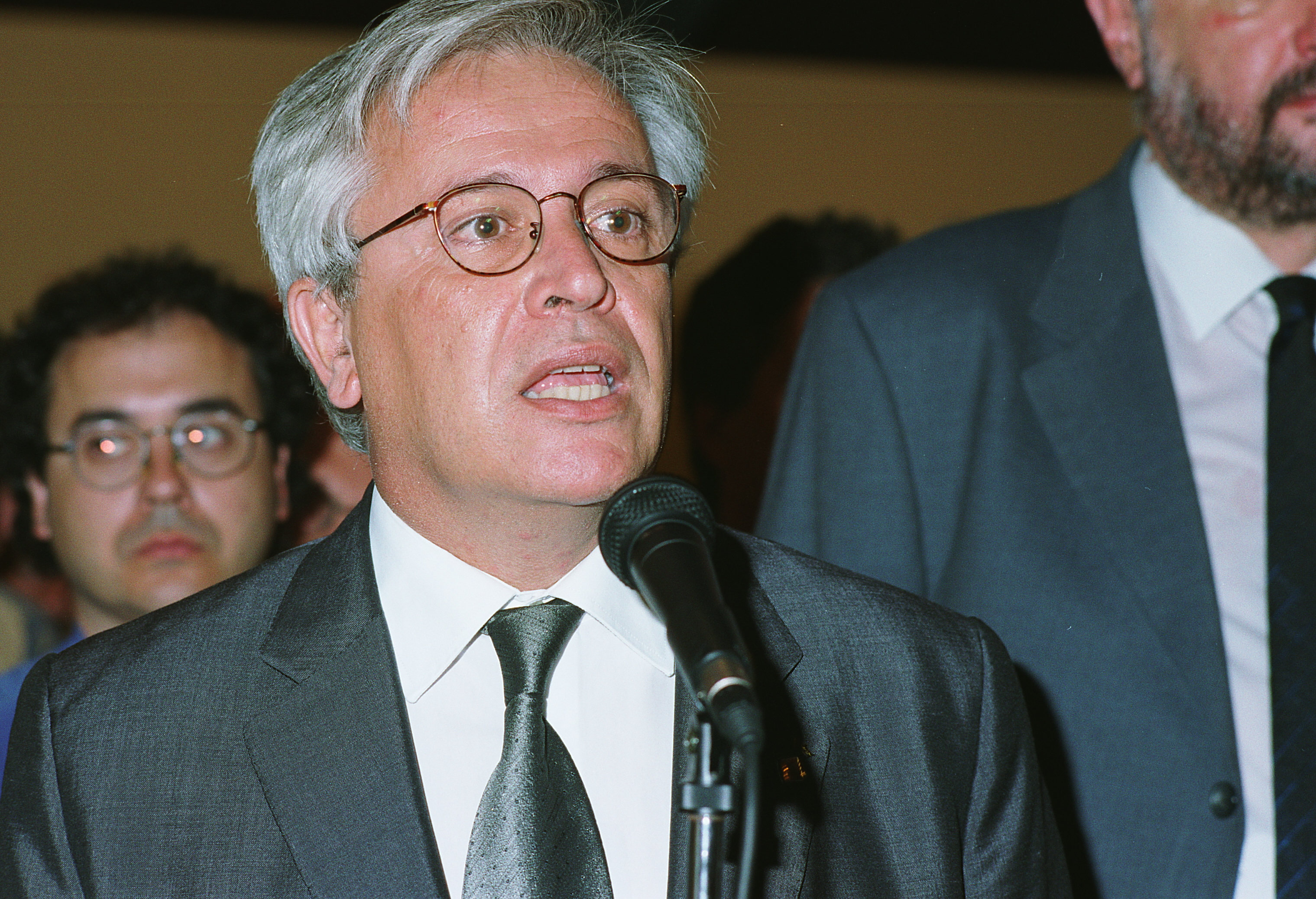
Joan Clos, alcalde de Barcelona durant els fets, va declarar públicament que la causa de la lesió era un test llançat des de la casa.

Les declaracions dels agents de policia presents al lloc dels fets i del personal sanitari del 061 van ser contradictòries. L'agent 19.581 i el metge del 061 que va atendre el policia ferit van atribuir la lesió «al llançament d'un test des del terrat o un balcó de l'edifici». Els agents 24.147 i 24.738, a «una pedra llançada des del carrer pels acusats». Pel que fa al punt de vista mèdic, els dos metges forenses del Jutjat de Guàrdia acceptaven com a plausibles les dues versions però assenyalaven com més probable la de la pedra, en canvi els quatre pèrits mèdics aportats per les defenses asseguraven que era científicament impossible que la lesió hagués estat causada per un impacte frontal, i donaven credibilitat a un impacte fort causat per un objecte caigut des de gran alçada. Joan Clos, aleshores alcalde de Barcelona, va declarar públicament que la lesió era deguda a un test llançat des del balcó de l'edifici, i va ratificar la versió dos anys després en una entrevista televisiva, tot citant un informe «verbal o escrit». Dies després de l'emissió del documental per televisio, el senador Carles Martí va declarar ser ell qui va informar verbalment a Clos de la versió del test, i comandaments policials van negar que elaboressin aquest informe.
L'empresa de neteja de Barcelona va netejar el lloc dels fets abans de l'arribada de la policia científica. L'exfiscal en cap del Tribunal Superior de Justícia de Catalunya va declarar anys després que no es podia «encarregar una investigació a la unitat policial que ha rebut l'agressió».
Tant el Jutjat d'instrucció com el tribunal es van negar a investigar la hipòtesi del test llançat.
Els advocats de la defensa es van queixar que no s'havia garantit suficientment la incomunicació entre els testimonis policials. També van rebre l'avís de la jutgessa que es «consideraria sospitoses a totes les persones que haguessin estat al lloc dels fets i no fossin agents de policia», cosa que portà a que no poguessin «presentar cap testimoni que fos present en el moment de la seva detenció».
L'Observatori del Sistema Penal i els Drets Humans de la Universitat de Barcelona va assistir al judici en qualitat d'observador, a requeriment del Centro de Estudios Legales y Sociales de Buenos Aires i de les famílies de dos dels acusats, davant la presumpta comissió d'irregularitats durant el procés consistents, entre d'altres, en una «manipulada intervenció policial» de la Guàrdia Urbana i imparcialitat de la jutgessa, magistrada Carmen García Martínez, i de la fiscalia.
Durant el judici, nombrosos agents de paisà, companys dels que havien de donar testimoni, van insultar els assistents estrangers i van empènyer i agredir familiars i amics dels acusats amb total impunitat.
Tot i que el president del tribunal va negar a la defensa de preguntar sobre aspectes importants pel procés, els policies van contradir-se en qüestions fonamentals, i van inclús comunicar-se entre si de manera il·legal entre les declaracions d'uns i altres, tot repetint declaracions «de memòria» i utilitzant «les mateixes expressions textuals i repetint els mateixos detalls». L'acusació no va presentar cap altra prova més enllà del testimoni dels policies, i inclús va confirmar que «havia esborrat o no investigat altres proves possibles».
El 2011, Bakari Samyang i Víctor Bayona, els policies que «van ser la peça clau testifical del cas 4F», van ser condemnats posteriorment per acusar falsament i torturar un ciutadà de Trinitat i Tobago durant uns fets ocorreguts el 6 de setembre de 2006 a Barcelona.

## Tortura

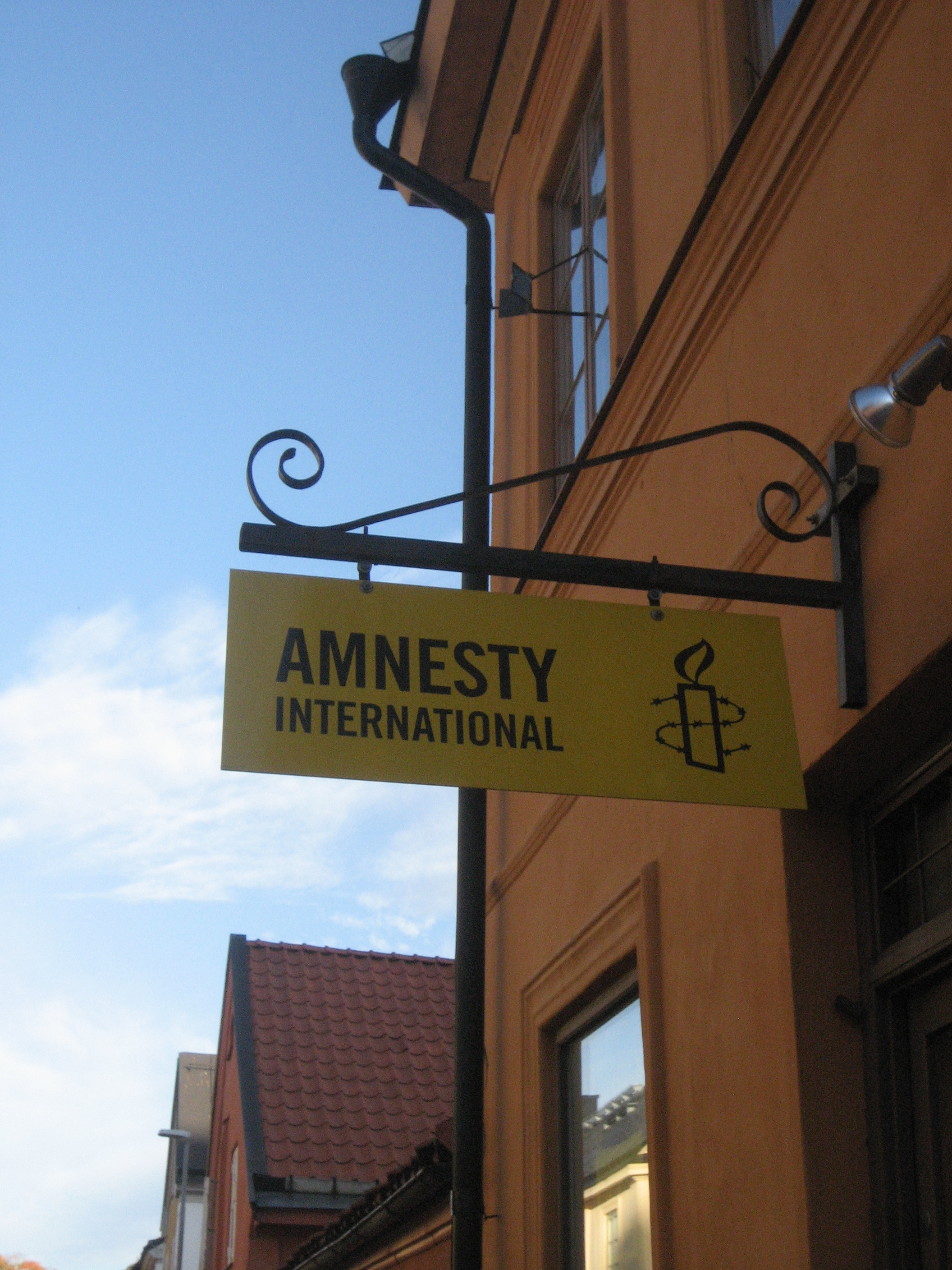
Amnistia Internacional va denunciar el procediment judicial i tortures als detinguts.

Els tres primers detinguts van afirmar haver estat sotmesos a greus maltractaments físics en el momement de la detenció i mentre van estar detinguts a la comissaria de la policia. Els maltractaments incloïen cops a la cara, estómac, maluc, cames, braços i esquena, arrossegament per terra i estirant dels cabells, amenaces de mort i insults, escopinades, torçament de braços, estrangulació parcial, despullar i fotografiar els detinguts, i prohibició de beure aigua.
 També incloïen amenaces de nous maltractaments en cas de denunciar els fets als metges que els havien de fer el reconeixement. Els agents de policia van estar presents durant el reconeixement mèdic. Els detinguts van haver de rebre punts de sutura al cap i enguixar-se el braç.
Amnistia Internacional va denunciar el cas i les tortures que van rebre els detinguts principals. La jutgessa no va citar a declarar ningú sobre les tortures fins a gener de 2007, molt després del final de la fase d'instrucció del cas, no va sol·licitar informació a les forces policials implicades fins a març de 2007, i segons la unitat d'afer interns dels Mossos d'Esquadra no es va obrir cap investigació interna sobre els fets. La jutgessa va acabar arxivant les denúncies contra els urbans.
Després de l'emissió del documental Ciutat Morta al Canal 33, el Síndic de Greuges de Catalunya va iniciar una investigació sobre el cas. El 23 de febrer de 2015 va presentar l'informe de la investigació, en el qual indica l'existència d'indicis de maltractament. En l'informe denuncia que el llibre de registres de detinguts de la Guàrdia Urbana de febrer del 2006 consta com a desaparegut, hi ha indicis que les administracions implicades en els fets van actuar amb negligència i manca de transparència, «segons els informes mèdics com a mínim en un dels detinguts s'acrediten ferides i contusions mentre es trobava sota custòdia de la Guàrdia Urbana i va requerir punts de sutura», ni la Guàrdia Urbana ni els Mossos d'Esquadra van obrir cap investigació interna. El Síndic va denunciar també que «es van incomplir els protocols internacionals en matèria de prevenció de maltractaments». L'Ajuntament de Barcelona va considerar en canvi que no s'havien produït maltractaments i va treure rellevància a la pèrdua del llibre de registre de detinguts.

## Reivindicacions arran dels fets

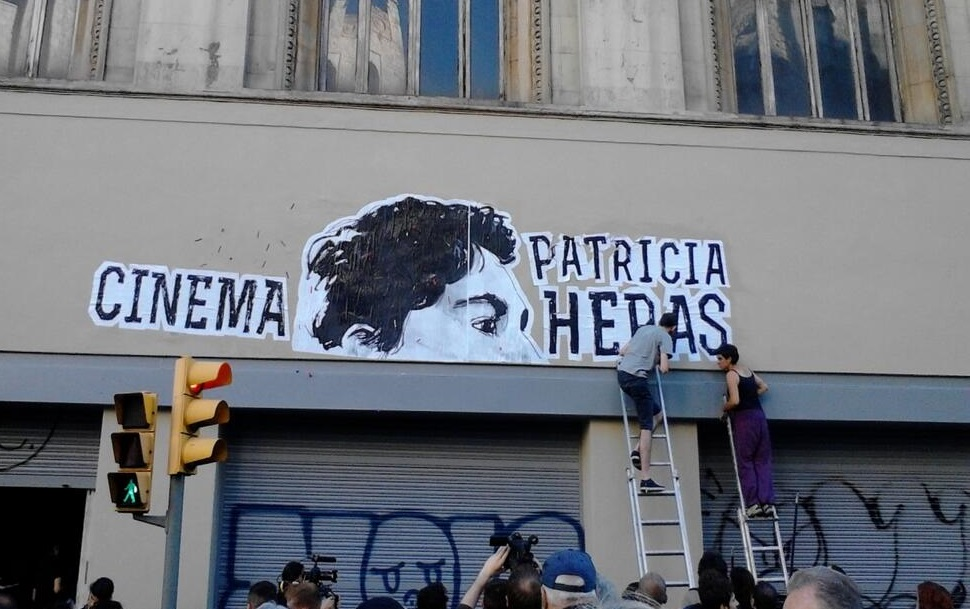
El Palau del Cinema, rebatejat com a Cinema Patricia Heras, arran de l'ocupació del 8 de juny de 2013

El 2011 va néixer una plataforma, amb el nom de Des-muntatge 4F, amb la intenció de «desmuntar la versió oficial» del cas 4F. Des d'aleshores, familiars, amics i entitats properes als condemnats han demanat la revisió del cas i han organitzat successius actes de protesta als carrers, com l'ocupació del Palau del Cinema de la Via Laietana de Barcelona, el 8 de juny de 2013 per projectar-hi el documental 4F: ni oblit ni perdó.
La pel·lícula documental Ciutat Morta, que narra la història del cas, va aconseguir fer-lo àmpliament conegut després de la seva emissió al Canal 33. Segons el periodista Jesús Rodríguez, els periodistes van rebre pressions a l'hora d'informar sobre el cas. Abans de la pel·lícula, i amb excepció de mitjans alternatius com Masala i La Directa, només «Vilaweb, i cinc periodistes, Helena López, Gregorio Morán, Mònica Terribas, Jordi Mumbrú i Sílvia Barroso, van desobeir la mordassa». En canvi, mitjans com El Periódico i El País «van vetar que els seus periodistes informessin de les irregularitats durant els primers anys del cas». El mateix Rodríguez va rebre amenaces d'un guàrdia urbà subaltern de Víctor Gibanel.
Segons el baròmetre polític de Catalunya publicat per El Periódico el març de 2015, un 69% dels catalans havien sentit parlar del cas 4F i un 51% donava més credibilitat als acusats, davant d'un 13% que en donava més a la Guàrdia Urbana de Barcelona.

## Fets posteriors
Al desembre de 2017, el ciutadà xilè-italià Rodrigo Andrés Lanza Huidobro, condemnat per deixar tetraplègic i amb dany cerebral adquirit a l'agent Juan José Salas Rodríguez a 5 anys de presó i a indemnitzar-lo amb mes de 1,5 milions de euros (que encara està abonant), va ser detingut com a principal sospitós de la mort per l'esquena de Víctor Láinez per, segons els amics de la víctima, portar uns tirants amb la bandera d'Espanya, Victor Láinez era afí als moviments nazis i d'ultradreta.